# Telemark megye

Telemark elhelyezkedése Norvégiában.

Telemark megye Norvégia délkeleti Østlandet földrajzi régiójában, a Skagerrak szoros és a Hardangervidda fennsík közt. Népessége 173 318 fő (2019. jan. 1.).
Szomszédai Vestfold, Buskerud, Hordaland, Rogaland és Aust-Agder megyék. Közigazgatási központja Skien. Más jelentős városai: Porsgrunn, Notodden, Rjukan és Kragerø.
Rövid tengerpartja a Langesundsfjorden és az aust-agderi Gjernestangen nyúlik el.
Telemark hagyományos régiói: Grenland, Vest-Telemark, Midt-Telemark, Øst-Telemark és Vestmar.

## Neve
Nevének óészaki nyelvű elődje Þelamörk. Ennek előtagja a þelir, egy germán törzs nevének többes számú genitivusa, utótagja az "erdős vidék, határvidék" jelentésű mörk.
1919-ig neve Bratsberg amt volt. Bratsberg (óészakiul Brattsberg) kis település volt, az amtmann („kormányzó”) székhelye. (Amt a ma norvégül fylke néven ismert megye korábbi neve.)
Telemarkról nyerte nevét a Sondre Norheim kifejlesztette sítechnika, a telemarki síelés és a síugrásban használt telemarki érkezés.

Telemark címere.

## Címere
Címere 1970-ben született. Egy régi fajta norvég csatabárdot ábrázol.

## Önkormányzat és közigazgatás
Telemarkhoz a következő 18 község tartozik:
1. Bamble
2. Bø
3. Drangedal
4. Fyresdal
5. Hjartdal
6. Kragerø
7. Kviteseid
8. Nissedal
9. Nome
10. Notodden
11. Porsgrunn
12. Sauherad
13. Seljord
14. Siljan
15. Skien
16. Tinn
17. Tokke
18. Vinje

## Személyek
Telemarkban születtek:
- Myllarguten (1801 - 1872), legendás sauheradi születésű hegedűs.
- Aasmund Olavsson Vinje (1818–1870), vinjei születésű író.
- Sondre Norheim (1825–1897), a kviteseidi Morgedalban született síelő.
- Olav Bjaaland Morgedali síző, 1911 Amundsen társa a Déli-sark meghódításában, 1912 Holmenkollen érem kitüntetettje
- August Cappelen (1827 - 1852), a Skienben született romantikus nemzeti festő.
- Henrik Ibsen (1828–1906), a Skienben született drámaíró.
- Theodor Kittelsen (1857 - 1914), a Kragerøben született művész.
- Vidkun Quisling (1887–1945), Fyresdalban született politikus, híres árulás elkövetője a második világháború során.
- Aslaug Vaa (1889–1965), Raulandban született író.
- Tarjei Vesaas (1897–1970), vinjei író.
- Anne Grimdalen (1899–1961), a tokkei Skafsåban született szobrász.
- Eivind Groven (1901–1977), a tokkei Lårdalban született zeneszerző.
- Dyre Vaa (1903–1980), vinjei szobrász.
- Klaus Egge (1906–1979), a notoddeni Gransheradban született szobrász.
- Gunnar Sønsteby, (1918), a tinni Rjukanból származó háborús hős.
- Hans Herbjørnsrud (1938), a notoddeni Heddalból származó író.
- Tor Åge Bringsværd (1939), author born in Skien
- Kåre Nordstoga (1954), musician born in Notodden
- Gisle Kverndokk (1967), skieni születésű író.
- Odd Nordstoga (1972), vinjei születésű zenész.
- Frode Johnsen (1974), skieni születésű labdarúgó.
- Terje Haakonsen (1974), a snowboard vinjei mestere.
- Ihsahn (Vegard Sverre Tveitan) (1975), Notoddenben született fekete metál zenész.